# Disco triangularis
Disco triangularis is een eenoogkreeftjessoort uit de familie van de Discoidae. De wetenschappelijke naam van de soort is voor het eerst geldig gepubliceerd in 1998 door Markhaseva & Kosobokova.